# Henri Hogbe Nlend
 (mars 2023).
Henri Hogbe Nlend, né le 23 décembre 1939, est un mathématicien et un homme politique camerounais. 

## Biographie
Henri Hogbe Nlend est né le 23 décembre 1939  à Ibaikak (Ngambe), dans le département de la Sanaga-Maritime. 

### Mathématicien
|Il est en septembre 1969 le premier Camerounais à obtenir le titre de Doctorat d'Etat en mathématiques en France. Sa  thèse en analyse, « Complétion, tenseurs et nucléarité en bornologie », est soutenue à l'université de Bordeaux, sous la direction de Jean Colmez et de Laurent Schwartz, et est publiée au Journal de mathématiques pures et appliquées. Le jury comprenait également le mathématicien Lucien Waelbroeck et Jacques Martinet, directeur de sa deuxième thèse en arithmétique  des corps de nombres algébriques.   
Henri Hogbe Nlend a exercé à l'université de Bordeaux en qualité de maître de conférences de 1969 à 1974, puis de professeur titulaire de 1974 à 1997. Il est l'un des principaux fondateurs de l'école bordelaise d'analyse fonctionnelle (réf.7), école qu'il a développée avec ses premiers élèves Jean François Colombeau, Jean-Pierre Ligaud, Jean Esterle, Mohamed Akkar, Bernard Perrot, Vincenzo Moscatelli et entre autres celle qui devint plus tard son épouse, Marie-Thérèse Saux, agrégée de mathématiques. Il est le premier Noir et le premier Africain titulaire d'une chaire scientifique en France (Chaire N°170 PR 0028). En 1994, il a été élu directeur de l'UFR en mathématiques et informatique de l'université de Bordeaux. Henri Hogbe-Nlend est membre de la Société mathématique de France (SMF) et de l'American Mathematical Society (AMS).
Henri Hogbe Nlend a exercé à l'université de Yaoundé en 1977-1978 dans le cadre d'une convention de coopération entre l'université de Bordeaux et celle de Yaoundé. Il représente le Cameroun à l'Union mathématique internationale en 1976. Il est le premier président de l'Union mathématique africaine (1976-1986), premier président de la commission Développement et échanges de l’union mathématique internationale (1978-1986), premier président du Centre international de mathématiques pures et appliquées (CIMPA) de Nice sous les auspices de l'Unesco de 1979 à 1988. Il a aussi été le rapporteur général du colloque international Culture et Développement  organisé à Dakar en octobre 1976 à l'occasion du 70e anniversaire de Léopold Sédar Senghor, colloque dont l'un des thèmes portait sur Négritude et mathématique. Des relations suivies s'établirent sur ce thème avec Léopold Sédar Senghor et avec Cheikh Anta Diop. 
(Référence 6: Lettre de Cheikh Anta Diop  au Pr  Henri Hogbe Nlend, Dakar  28 avril 1982 (Archives): "Vous êtes le prototype de savant de stature internationale que l'Afrique attendait. Je suis sûr que la recherche scientifique africaine est en bonnes mains et que l'heure est venue de passer la main en toute  tranquillité."
Henri Hogbe Nlend est cofondateur de l'Association africaine pour l'avancement des sciences et des techniques (AAAST) à Dakar en 1979, de l'Académie africaine des sciences, à Nairobi, en 1985, et de l'Académie des sciences du Cameroun à Douala, en 1990. Il  est en 1979, colauréat avec le prix Nobel pakistanais de Physique Abdus Salam, de la médaille Albert Einstein de l'UNESCO  décernée à des personnalités éminentes ayant apporté une contribution majeure à la science et à la coopération internationale (réf.8). De 1980 à 1986, il a été vice-président et rapporteur général du comité consultatif de l'ONU sur la science et la technique au service du développement. Membre du conseil scientifique du Centre Mondial Informatique et Ressource Humaine de Paris présidé par Jean-Jacques Servan-Schreiber, il invita ce dernier à une session de ce comité de l'ONU à New York en 1985 pour présenter ses thèses sur la Révolution informatique et la problématique du Développement. En 1987, Henri Hogbe Nlend a été le coordinateur scientifique du Premier congrès des hommes de science en Afrique tenu à Brazzaville du 25 au 30 juin 1987 sous le patronage de l'OUA et de l'Unesco. 
Sous les auspices du Conseil international pour la science, Henri Hogbe Nlend a effectué du 28 octobre 1988 au 4 novembre 1988 une mission scientifique en Afrique du Sud à l'époque de l'apartheid en vue de préparer les premières rencontres scientifiques non gouvernementales entre les scientifiques africains et les scientifiques d'Afrique du Sud, Blancs et Noirs, opposés à l'apartheid. Ces rencontres historiques se sont tenues au siège de l'Unesco à Paris les 13 et 14 avril 1989, avec la participation de vingt-deux pays africains. Elles furent suivies par les premières rencontres scientifiques d'Afrique australe (y compris l'Afrique du Sud), organisées par Henri Hogbe Nlend à Harare du 5 au 8 juillet 1990, cinq mois après la libération de Nelson Mandela, le 11 février 1990.

### Homme politique
En octobre 1997, Henri Hogbe Nlend  a été candidat à l'élection présidentielle au Cameroun, pour le compte du parti historique, l'Union des populations du Cameroun (UPC), élection dans laquelle il est officiellement sorti second  après le Président sortant réélu. En décembre 1997, il a été invité à participer au Gouvernement en qualité de Ministre de la recherche scientifique et technique, ayant sous sa tutelle les principaux centres de recherche du pays, dont l'Institut de Recherche Agricole pour le Développement (IRAD), l'Institut de Recherches Médicales et d'Études des Plantes Médicinales (IMPM), l'Institut de Recherches Géologiques et Minières (IRGM), l'Institut National de Cartographie (INC), la Mission de Promotion des Matériaux Locaux (MIPROMALO), le Centre National de Recherche en Éducation (CNE). C'est sous sa direction que furent  notamment lancés les importants programmes scientifiques suivants:  dégazage des Lacs Nyos et Monoun, surveillance permanente du volcan Mont-Cameroun, cartographie géographique et géologique détaillée du Cameroun, programme national de recherche sur le sida comprenant notamment la création du Centre de Recherches sur la Santé des Armées (CRESAR), programme national de recherche sur le palmier à huile, création, avec le concours de l'Union Européenne du Centre africain de Recherches sur les  Bananes Plantains (CARBAP), création avec le concours de la Banque Mondiale du Prix de la recherche agricole sur base compétitive avec en priorité la recherche sur les cultures vivrières, réalisation avec le concours de l'Organisation de l'Unité Africaine d'une Encyclopédie des plantes médicinales du Cameroun, relance avec le concours de l'Unesco de la recherche camerounaise en sciences sociales et humaines, handicapée depuis 1990, année de la dissolution par le Gouvernement de l'Institut des Sciences Humaines (ISH).
En octobre 2001, le Comité consultatif international pour le Dégazage des lacs-tueurs NYOS et MONOUN, patronné par le Pr Henri Hogbe Nlend a été colauréat du Prix des Nations Unies " Sasakawa Award for Disaster Reduction".
Il a quitté le Gouvernement le 22 août 2002 et poursuit depuis lors  son œuvre scientifique et universitaire nationale et internationale et l'animation de son parti politique, l'Union des Populations du Cameroun (UPC). Henri Hogbe Nlend est membre de Amnesty International.
Avant sa désignation  comme premier candidat de l'UPC à l'élection présidentielle, Henri Hogbe Nlend a assumé d'importantes responsabilités au sein du mouvement historique de libération nationale: Président de la Jeunesse Démocratique du Cameroun (JDC, Jeunesse de l'UPC) au Lycée Leclerc de Yaoundé en 1959, Président de la Section de France de l'UPC en 1962-1963, Représentant permanent de l'UPC auprès du Gouvernement Ben Bella en Algérie, auprès du Gouvernement du Congo- Brazzaville dirigé successivement par Pascal Lissouba et Ambroise Noumazalaye et auprès du l'Organisation de solidarité des peuples afro-asiatiques de 1963 à 1966.L'exercice de ces responsabilités a permis à Henri Hogbe Nlend  de rencontrer plusieurs dirigeants historiques du mouvement de libération des peuples coloniaux ou semi-coloniaux d'Afrique, d'Asie et d'Amérique latine parmi lesquels Ben Barka et Che Guevara  à Alger en mars 1964, Ho Chi Minh à Hanoi en décembre 1964, Mao Tsé-Toung en juillet 1966 à Wouhan. En 2005, Henri Hogbe Nlend a été l'un des lauréats de la médaille des Amis de la Révolution algérienne décernée par le Président Abdelaziz Bouteflika.
Le 26 avril 2011, Henri Hogbe Nlend a annoncé sa candidature à l'élection présidentielle prévue au Cameroun en octobre 2011.